# Scopula rubricaria
Scopula rubricaria är en fjärilsart som beskrevs av Jacob Hübner 1798. Scopula rubricaria ingår i släktet Scopula och familjen mätare. Inga underarter finns listade.